# Азарин агути
Азарин агути (лат. Dasyprocta azarae) је сисар из реда глодара (Rodentia) и породице агутија (Dasyproctidae).

## Распрострањење
Ареал врсте је ограничен на мањи број држава. Врста настањује станишта у Бразилу, Аргентини и Парагвају.

## Угроженост
Подаци о распрострањености и угрожености ове врсте су недовољни.